# Magdalena Andersson
Eva Magdalena Andersson, švedska političarka; * 23. januar 1967, Uppsala, Švedska.
Andressonova je švedska političarka, ki je od 4. novembra 2021 vodja Socialdemokratske stranke. 26. novembra 2021 je postala prva predsednica vlade Švedske. Na tem mestu je nasledila stankarskega kolega Stefana Löfvena. Na mesto premierke je bila v Riksdagu izvoljena 24. novembra 2021. Ob njenem imenovanju je iz koalicije izstopila stranka Zelenih, zaradi česar je Anderssonova po nekaj urah odstopila kot izvoljena premierka. Ponovno je bila na mesto premierke izvoljena 29. novembra 2021. Na volitvah leta 2022 je njena stranka zmagala, a levi blok ni prejel dovolj glasov. Premierski mandat se ji je iztekel 18. oktobra 2022.

## Življenjepis
Anderssonova je edini otrok Görana Anderssona (1936–2002), predavatelja statistike na Univerzi v Uppsali, in učiteljice Birgitte Andersson (rojena Grunell).
Anderssonova je bila v mladosti elitna plavalka.

### Izobraževanje
V srednješolskih letih je študirala družboslovje na Katedralni šoli v Uppsali. Diplomirala je leta 1987 z najboljšimi ocenami v vseh razredih razen v enem.
Po končani srednji šoli se je vpisala na Stockholm School of Economics, kjer je leta 1992 magistrirala iz ekonomije. Nato je v letih 1992–1995 delala kot doktorska študentka ekonomije na Stockholm School of Economics, vendar je študij končala predčasno. Jeseni 1994 je študirala na Inštitutu za napredne študije na Dunaju, spomladi 1995 pa na Harvardu.
Magdalena Andersson se je pridružila Socialdemokratski mladinski ligi (SSU) leta 1983, v prvem letniku srednje šole. Leta 1987 je bila izvoljena za predsednico sekcije Uppsala SSU.

## Politična kariera
Po končanem študiju ekonomije se je Anderssonova med letoma 1996 do 1998 zaposlila v kabinetu predsednika vlade kot politična svetovalka Görana Perssona, pozneje pa je bila od leta 1998 do 2004 direktorica načrtovanja. Nato je preživela čas v državni upravi, kjer je med letoma 2004 in 2006 delala kot državna sekretarka na ministrstvu za finance, nato pa je postala politična svetovalka, tokrat voditeljice opozicije Mone Sahlin. To vlogo je leta 2009 zapustila, ko jo je vlada predlagala za vlogo glavno direktorico švedske davčne agencije, kjer je ostala do leta 2012. Odstopila je, ko je bila potrjena za kandidatko Socialnih demokratov na volitvah leta 2014.

### Ministrica za finance
Po volilni zmagi Socialdemokratske stranke leta 2014, ko je bila Andressonova izvoljena za članico Riksdaga, je bila imenovana za ministrico za finance v vladi novega premierja Stefana Löfvena. Na mesto finančne ministrice je bila imenovana tudi po volitvah leta 2018.
Leta 2020 so člani Mednarodnega monetarnega in finančnega odbora (IMFC), primarnega političnega svetovalnega odbora sveta guvernerjev Mednarodnega denarnega sklada (IMF), Magdaleno Andersson izbrali za predsednico odbora za obdobje treh let. Postala je prva Evropejka v tej vlogi po več kot desetletju in tudi prva ženska na tem položaju.
Avgusta 2021 je premier Stefan Löfven na kongresu Socialdemokratske stranke novembra 2021 sporočil, da bo odstopil z mesta vodje stranke. Mnogi so Anderssonovo hitro ocenili kot najverjetnejšo kandidatko za njegovo naslednico.

### Predsednica vlade Švedske
24. novembra 2021 je Riksdag Anderssonovo izvolil na mesto predsednice švedske vlade. Čeprav ni prejela večine glasov "za", ni prejela tudi večine glasov "proti", kar je po riksdagovskem načelu negativnega parlamentarizma zadostovalo za njeno izvolitev za predsednico vlade. Anderssonova je bila prva izvoljena ženska na čelo vlade na Švedskem, odkar je bila leta 1921 uvedena splošna volilna pravica. Funkcijo bi morala prevzeti 26. novembra 2021, a je le nekaj ur po izvolitvi odstopila z mesta premierke. Temu je botroval izstop stranke Zelenih iz koalicije. Ponovno glasovanje za njeno imenovanje je potekalo že naslednji teden, potrjena je bila 29. novembra 2021. Na volitvah leta 2022 je njena stranka zmagala, a levi blok ni prejel dovolj glasov. Premierski mandat se ji je iztekel 18. oktobra 2022.

## Osebno življenje
Magdalena Andersson je poročena z Richardom Fribergom, profesorjem ekonomije na Stockholmski ekonomski šoli. Imata dva otroka. Z možem se pogosto ukvarjata s pohodništvom, kajakaštvom in alpinizmom.